# Franciszek Spula
Franciszek Spula, także Frank Spula (ur. w Chicago) – działacz Polonii amerykańskiej.

## Życiorys
Ukończył studia w zakresie biznesu na Uniwersytecie DePaul w Chicago, pracował następnie w organizacjach polonijnych. Pełni funkcję prezesa Związku Narodowego Polskiego, największej polonijnej organizacji bratniej pomocy w Stanach Zjednoczonych (z siedzibą w Chicago). Od października 2005 jest także prezesem Kongresu Polonii Amerykańskiej. Oba stanowiska objął po zmarłym w marcu 2005 Edwardzie Moskalu. Na stanowisko prezesa ZNP został wybrany podczas konwencji w Filadelfii w czerwcu 2005 (na niepełną kadencję do 2007).
Po decyzji z 17 września 2009 administracji prezydenta Baracka Obamy o rezygnacji z budowy elementów tarczy antyrakietowej w Polsce i Czechach, Frank Spula zaapelował do Baracka Obamy o naprawę stosunków z Warszawą, nadwerężonych – m.in. rezygnacją USA z budowy w Polsce tarczy antyrakietowej. Przypomniał, że Polonia amerykańska liczy ponad 10 milionów wyborców. Spula sformułował wobec administracji pięć postulatów. Wezwał Obamę do włączenia do swego kierownictwa „eksperta doświadczonego w sprawach polsko-amerykańskich”, przeprowadzenia „przeglądu polityki USA wobec Polski” w celu umocnienia wzajemnych stosunków, dotrzymania umowy o dostarczeniu Polsce rakiet Patriot, informowania Polski i konsultowania się z nią w sprawach negocjacji Ameryki z Rosją oraz objęcia Polski programem turystycznego ruchu bezwizowego do USA.